# Bréel

Bréel este o comună în departamentul Orne, Franța. În 1 ianuarie 2018 avea o populație de 124 de locuitori.